# Lagonosticta landanae
La amaranta de Landana (Lagonosticta landanae) es una especie de ave paseriforme de la familia Estrildidae endémica de África central.

## Distribución
Se encuentra principalmente en el sur de Gabón y la República del Congo; además de en el bajo Congo (en el este de la República Democrática del Congo) y el extremo extremo noroccidental de Angola. Ocupa una extensión total aproximada de unos 100.000 km².